# Cộng hòa Xã hội chủ nghĩa Xô viết Kirghizia
Cộng hòa Xã hội chủ nghĩa Xô Viết Kirghizia (tiếng Kyrgyz: Кыргыз Советтик Социалисттик Республикасы Kyrgyz Sovettik Sotsialisttik Respublikasy; tiếng Nga: Киргизская Советская Социалистическая Республика Kirgizskaya Sovetskaya Sotsialisticheskaya Respublika), còn gọi là CHXNCNXV Kirghiz, CHXNCNXV Kyrgyz, Kirghizia Xô viết hay Kirghizia, là một trong những nước Cộng hòa tạo nên Liên Xô. Thành lập vào 14 tháng 10 năm 1924 với tên gọi Khu tự trị Kara-Kirghiz của Cộng hòa Xã hội chủ nghĩa Xô viết Liên bang Nga, đã chuyển thành Cộng hòa Xã hội chủ nghĩa Xô viết tự trị Kirghizstan vào 2 tháng 1 năm 1926, vẫn là một phần của Nga Xô viết. Vào ngày 5 tháng 12 năm 1936, Quốc gia này trở thành một nước Cộng hòa của Liên Xô hay còn gọi là Cộng hòa Xã hội Chủ nghĩa Xô viết Kirghizia trong suốt giai đoạn cuối của quá trình phân chia hành chính tại Liên Xô.
Quốc gia này tuyên bố độc lập vào 31 tháng 8 năm 1991, đổi tên thành "Cộng hòa Kyrgyzstan" như ngày trước.

## Lịch sử
Được thành lập vào ngày 14 tháng 10 năm 1924 với tư cách là Khu tự trị Kara-Kirghiz của Nga Xô viết, nó được chuyển đổi thành Kirghizstan tự trị (Cộng hòa Xã hội chủ nghĩa Xô viết tự trị Kirghizstan) vào ngày 1 tháng 2 năm 1926, vẫn là một phần của Nga Xô viết. Các biên giới không được phân chia theo dòng dân tộc hoặc ngôn ngữ.
Vào ngày 5 tháng 12 năm 1936, với việc thông qua Hiến pháp Xô viết năm 1936, nó đã trở thành một nước cộng hòa cấu thành riêng biệt của Liên Xô với tư cách là Cộng hòa Xã hội chủ nghĩa Xô viết Kirghizia trong giai đoạn cuối cùng của sự phân định quốc gia ở Liên Xô.
Vào thời điểm hình thành Kirghizia, lãnh thổ của nó được chia thành các quận. Vào ngày 21 tháng 11 năm 1939, năm nghĩa vụ (vùng) đã được tạo ra: Jalal-Abad, Issyk-Kul, Osh, Tyan Shan và Frunze. Tyan Shan đã bị bãi bỏ vào năm 1962, khi phần còn lại của đất nước ngoại trừ Osh được chia thành các quận của chế độ cộng hòa. Năm 1970, Issyk-Kul và Naryn (trước đây là Tiên Shan) đã được xác định, và năm 1980 cũng là Talas. Năm 1988, các nghĩa vụ Naryn và Talas một lần nữa bị bãi bỏ, nhưng năm 1990 chúng đã được khôi phục. Đồng thời, Jalal-Abad và Chui (trước đây là Frunze) đã được tái lập. Những huyện này đặc biệt được biết đến với việc sử dụng phân bón nặng sau khi độc lập.
Cuộc bạo loạn Osh năm 1990 làm suy yếu vị trí của thư ký đầu tiên. Cùng năm đó, vào ngày 15 tháng 12, Kirghiz SSR đã được tái lập thành Cộng hòa Kyrgyzstan sau khi tuyên bố chủ quyền. Vào ngày 17 tháng 3 năm 1991, Kirghizia đã hỗ trợ trưng cầu dân ý về bảo tồn Liên minh với tỷ lệ 95,98%.
Tuy nhiên, điều này đã không xảy ra khi những người cứng rắn nắm quyền kiểm soát Moskva trong ba ngày vào tháng 8 năm 1991. Askar Akayev, chủ tịch đầu tiên, đã lên án một cách dứt khoát chính quyền và nổi tiếng là một nhà lãnh đạo dân chủ. Đất nước tuyên bố độc lập vào ngày 31 tháng 8 năm 1991 và Liên Xô chính thức bị giải thể vào ngày 26 tháng 12 năm 1991. Tuy nhiên, hiến pháp 1978 vẫn có hiệu lực sau khi độc lập cho đến năm 1993.

## Chính trị
Tương tự như các nước cộng hòa thuộc Liên Xô, chính phủ của Kirghizia diễn ra trong khuôn khổ của một nước cộng hòa xã hội chủ nghĩa độc đảng với Đảng Cộng sản Kirghizia là đảng chính trị hợp pháp duy nhất. Bí thư thứ nhất Đảng Cộng sản Kirghizia làm người đứng đầu đảng, trong khi Chủ tịch Đoàn Chủ tịch Xô Viết Tối cao giữ chức vụ nguyên thủ quốc gia hành pháp và Chủ tịch Hội đồng Bộ trưởng lãnh đạo cơ quan lập pháp.